# بطولة العالم لكرة الطائرة للرجال 1962
أقيمت بطولة العالم لكرة الطائرة للرجال 1962 في دورتها الخامسة في موسكو في الاتحاد السوفيتي في الفترة من 16 أكتوبر وإلى 26 أكتوبر 1962.

## الترتيب النهائي
| 1. الاتحاد السوفيتي 2. تشيكوسلوفاكيا 3. رومانيا 4. بلغاريا 5. اليابان 6. بولندا 7. المجر 8. يوغوسلافيا 9. الصين 10. البرازيل 11. ألمانيا الشرقية 12. هولندا 13. كوريا الشمالية 14. إيطاليا 15. إسرائيل 16. ألبانيا 17. منغوليا 18. فنلندا 19. النمسا 20. بلجيكا (إنسحب) 21. تونس (استبعد) | \| بطولة العالم لكرة الطائرة للرجال 1962 \| \| ------------------------------------- \| \| · الاتحاد السوفيتي · للمرة الرابعة \| |
| بطولة العالم لكرة الطائرة للرجال 1962 | |
| · الاتحاد السوفيتي · للمرة الرابعة | |